# Armée royale (Italie)
Pour les articles homonymes, voir Armée royale.
L'armée royale (en italien, « Regio Esercito ») est l'armée de terre du royaume d'Italie depuis l'unification de l'Italie en 1861 à la naissance de la République italienne en 1946. Elle est depuis remplacée par l'Armée de terre italienne.

## Histoire

### Origines
La création de l'armée royale date de la proclamation du royaume d'Italie après l'unification de l'Italie en 1861. Le décret de création de la nouvelle armée remplaçant la précédente armée du royaume de Sardaigne (Armata Sarda) et l'armée des Deux-Siciles a été signé par Manfredo Fanti le 4 mai 1861.
Alors que la Savoie et le comté de Nice avaient voté pour le rattachement à la France lors du plébiscite de 1860, la plupart des officiers niçois et savoyards, par fidélité dynastique et esprit de corps, choisissent de rester dans la nouvelle armée italienne où certains font de brillantes carrières comme l'amiral Pacoret de Saint-Bon. L'armée n'est pas à l'écart de la vie politique et plusieurs officiers se font élire députés. Le recrutement est relativement ouvert : en 1895, on compte 700 officiers juifs dont 12 généraux, ce qui est très exceptionnel en Europe. La question romaine qui oppose la monarchie italienne à la papauté ne semble pas avoir entraîné de crise de conscience parmi les militaires catholiques.

### Premières missions
Les premières missions de la nouvelle armée sont la répression du brigandage en Italie du Sud, neutralisant les forces irrégulières, la guérilla, conglomérats des bandes de vrais criminels et de groupes qui n'ont pas accepté la suppression du royaume des Deux-Siciles, ainsi que la troisième guerre d'indépendance italienne.
Le 20 septembre 1870, le 4e corps d'armée conquiert Rome, qui était demeurée jusque-là sous l'autorité des États pontificaux.
À partir de 1883, la formation de la Triplice, alliance diplomatique et militaire avec l'Empire allemand et l'Autriche-Hongrie, précipite la modernisation de l'armée italienne ; ses officiers éprouvent une sincère admiration pour l'armée allemande tout en faisant taire leur ressentiment historique envers l'armée austro-hongroise. L'armée de terre passe de dix corps d'armée à douze, s'équipe du fusil Vetterli, d'origine suisse, et se dote d'un corps d'aérostats, ébauche de la future aviation italienne. La ceinture fortifiée des Alpes est renforcée surtout du côté de la frontière française, pour répondre aux progrès de l'artillerie lourde et des explosifs, sur le modèle du système Séré de Rivières développé par l'armée française. Plusieurs camps retranchés protègent les bases navales de La Spezia et La Maddalena ainsi que l'agglomération de Rome contre un possible débarquement.
Le 8 février 1885, un corps de moins de mille soldats débarque à Massaoua, en Érythrée, départ de la création d'un empire colonial italien. L'avancée italienne est stoppée par les forces éthiopiennes à la bataille d'Adoua.
L'année suivante, dans le cadre de la collaboration italienne avec le programme de pacification internationale après la révolte contre la domination turque à Chypre, un autre corps débarque à Candie.
Le 14 juillet 1900, un autre corps expéditionnaire est envoyé pour réprimer la révolte des Boxers en Chine afin de défendre les protectorats européens.
Le 3 octobre 1911, l'Italie envahit la Libye dans le cadre de la guerre italo-turque. La guerre contre l’Empire ottoman se termine par la signature du traité d'Ouchy près de Lausanne (le premier traité de Lausanne),.

### Première Guerre mondiale
Le 23 mai 1915, l'Italie entre en guerre aux côtés de la Triple-Entente. Elle mobilise 5 615 000 hommes.
L'Italie déploie ses troupes face à l'Autriche-Hongrie sur le front des Alpes où les combats s'étendent jusqu'en haute montagne. La défaite de Caporetto (automne 1917) provoque la démission de Luigi Cadorna, le chef de l'état-major italien remplacé par le général Armando Diaz qui réorganise l'armée et installe des lignes de défense tout au long du Piave.
Des corps italiens secondaires sont déployés en Albanie face aux Austro-Hongrois et en Libye contre les révoltés senoussis soutenus par les Ottomans.
Au printemps 1918 la victoire de la bataille du Piave arrête la progression des Autrichiens.
En octobre 1918, la bataille de Vittorio Veneto, signe la défaite de l'Autriche-Hongrie et sa reddition le 4 novembre 1918.
Le 5 novembre 1918, Rovinj, Porec, Zadar, Lissa et Rijeka sont occupées. L'armée italienne tente de forcer le traité de Londres en essayant d'occuper Ljubljana mais elle est arrêtée peu après Postojna par les troupes serbes.
Le 6 novembre 1918, cinq unités de la marine entrent dans Pola. Le jour suivant, d'autres bâtiments sont envoyés à Šibenik, qui devient le siège du gouvernement militaire de la Dalmatie.
Les pertes sont de 650 000 morts, 947 000 blessés et 600 000 disparus ou prisonniers.

### L'entre-deux-guerres
Pendant l'entre-deux-guerres, le Regio Esercito participe :
- à la conquête finale de la Libye ;
- à l'invasion de l'Éthiopie ;
- à la guerre d'Espagne en fournissant des troupes et du matériel au Corpo Truppe Volontarie  ;
- à l'invasion de l'Albanie.

Ces opérations coûteuses et la faiblesse de l'industrie italienne ralentissent la modernisation de cette armée qui crée son premier régiment blindé en 1927.
Mussolini a réduit en 1938 la taille d'une division de l'armée de trois régiments à deux afin qu'il puisse prétendre que l'Italie avait 60 divisions alors qu'en fait, elle n'avait qu'environ la moitié de ce nombre.

### Seconde Guerre mondiale
Plusieurs divisions italiennes sont renforcées par un MVSN (Gruppo di Assalto, groupe d'assaut de deux bataillons), en raison de leur petite taille. 
L'armée italienne participe aux combats dans la Bataille des Alpes, les Balkans, dans la guerre du désert et un Corps expéditionnaire italien sur le front de l'Est est envoyé en Union soviétique.
En 1943, l'Italie capitule et après l’armistice de Cassibile du 8 septembre 1943 se trouve divisée en deux, voyant l'éclatement et l'effondrement du Regio Esercito :
– la République de Salò forme sa propre armée, appelée l'armée républicaine nationale (Esercito Nazionale Repubblicano), formée des soldats restés fidèles au fascisme ;
– de l'autre côté, l'armée de cobelligérance (Esercito Cobelligerante del Sud) est constituée des forces de l'armée royale restées fidèles au roi Victor-Emmanuel III et au maréchal d'Italie Pietro Badoglio, qui combat à côté des Alliés dans le sud de l'Italie.
En 1946, le royaume a été remplacé par une république et le « Regio Esercito » a changé son nom pour devenir l’Esercito Italiano.